# De Korhaan

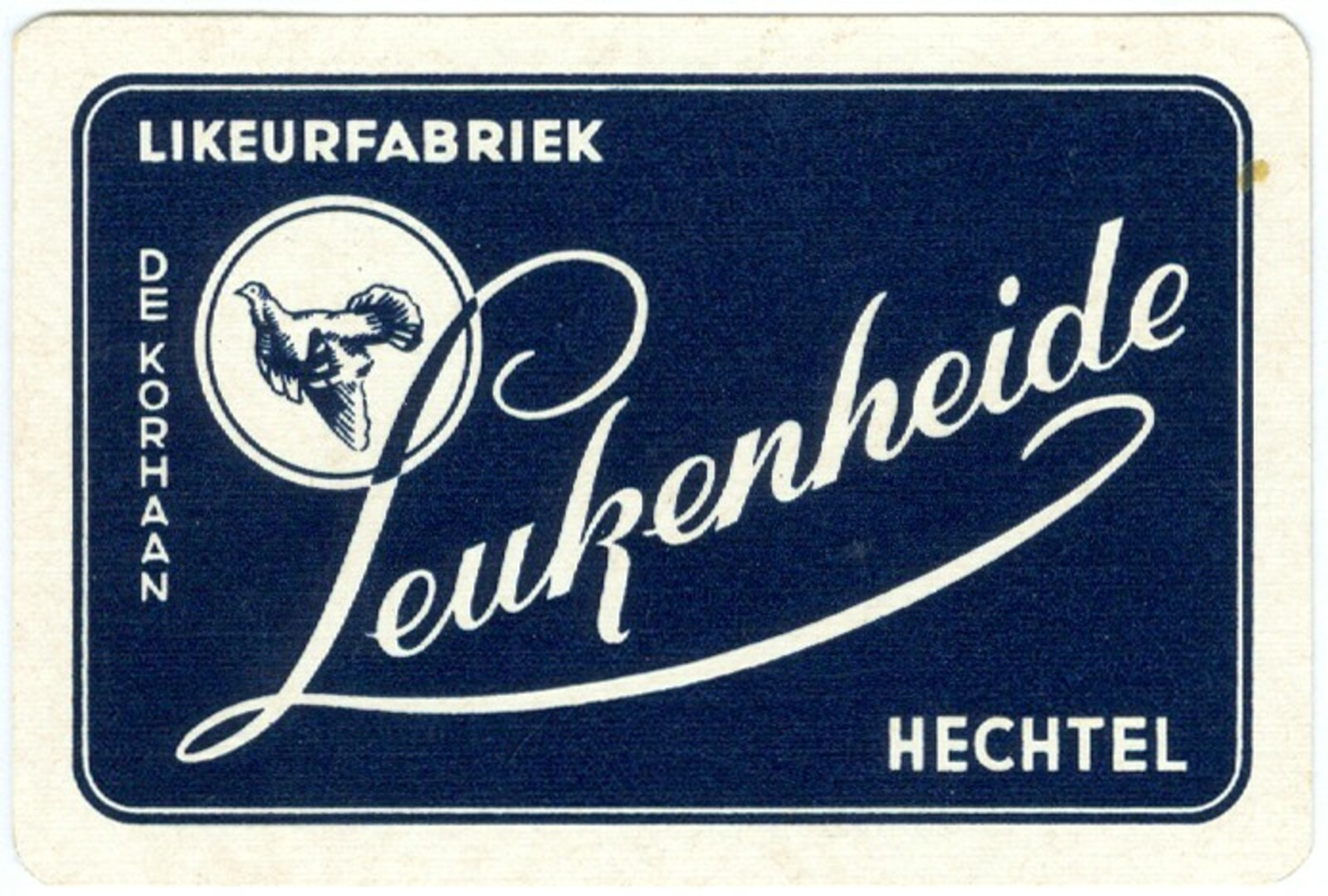
Speelkaart voor stokerij De Korhaan

De Korhaan, ook gekend als Leukenheide is een destilleerderij in de Belgische plaats Hechtel, gevestigd aan Lommelsebaan 11.

## Geschiedenis
Het bedrijf werd in 1833 opgericht door Antoon Bijvoet uit Eindhoven. Deze was reeds in 1832, vlak na de de facto Belgische onafhankelijkheid, in Hechtel aangekomen. Hij begon een handel in koloniale waren en een karotten, snuif- en tabakkerffabriek, "'t Kapelleke" genaamd. In 1833 werd daar dus een destilleerderij aan toegevoegd, die de naam "De Korhaan" kreeg. Deze destilleerderij produceerde onder andere het Elixir de Spikelspade, een alcoholisch drankje waaraan men ook medicinale eigenschappen toeschreef.
In 1937 werd het bedrijf overgenomen door de familie Scheelen. Deze familie had in 1928 reeds een likeurstokerij opgericht te Reppel onder de naam Leukenhof. Het bedrijf zocht en vond een grotere locatie te Hechtel en veranderde de naam "De Korhaan" in "Leukenheide", hoewel "De Korhaan" als merknaam nog gehandhaafd bleef, evenals de naam van het roemruchte Elixir.
In september 1944, tijdens de strijd om Hechtel, werd de fabriek in brand geschoten. In 1945 werd het huidige bedrijf herbouwd en kreeg de naam “Likeurstokerij Leukenheide”. Bij het overlijden van Leo Scheelen stapte zoon Jozef in de zaak wat in 1961 resulteerde in de overname van het Antwerps filiaal van de stokerij Daniël Visser uit Schiedam. Als Jozef in 1966 sterft kwam de zaak vanaf 1968 in handen van het echtpaar Jacques (Jacky) Scheelen-Van Cauwenberghe. Naast de passie voor de familiestokerij, was Jacky ook een fervent verzamelaar van klokken. Hij stelde zijn verzameling tentoon in een klokkenmuseum.
Er was geen interesse bij de kinderen van het echtpaar Jacques (Jacky) Scheelen-Van Cauwenberghe om de zaak over te nemen. In 2018 volgde overname door de familie Bollen uit Hechtel en is de naam opnieuw gedoopt tot De Korhaan.

## Producten
In stokerij De Korhaan werden op zijn hoogtepunt meer dan 1300 soorten jenevers en likeuren op flessen getrokken. 
De producten hadden klinkende namen als:
- Ziede mij Gère
- Hoe langer hoe Liever
- Bruidstranen
- Juffertje in 't groen

Anno 2024 produceert het bedrijf een groot aantal soorten gedistilleerd, namelijk jenevers, likeuren en advocaat, waaronder diverse streekproducten. Een daarvan is jenever, vervaardigd van denappels. Ook het 'Elixir de Spikelspade' wordt nog vervaardigd.